# Enpinanga sirani
Enpinanga sirani är en fjärilsart som beskrevs av Ulrich Roesler och Kuppers 1918. Enpinanga sirani ingår i släktet Enpinanga och familjen svärmare. Inga underarter finns listade i Catalogue of Life.